# Dvopikčasti škržatek
Dvopikčasti škržatek (znanstveno ime Cicadella viridis) je vrsta malih škržatkov, razširjena po predelih Azije in Evrope (Palearktika) z zmernim podnebjem.
Odrasli zrastejo med 5,5 in 9 mm v dolžino, pri čemer so samci nekoliko manjši od samic. Obarvanost je raznolika. Samice so turkizno zelene, z rumenkastim sprednjim delom oprsja in ščitka. Samci imajo običajno sprednji par kril modrikast ali temnomoder, lahko pa je tudi zelen. Med očmi je par črnih pik.
Običajno se zadržujejo v vlažnih travnatih ali močvirnatih predelih, kjer samice ležejo jajčeca v zeleno tkivo trav, ločkov, šašev ipd., lahko pa tudi na debla grmičevja. Prvi odrasli se običajno pojavijo konec junija in se pričnejo razmnoževati; v ugodnih pogojih se lahko razvijejo tri generacije v sezoni, sicer pa dve. Poznojesenska jajčeca prezimijo in iz njih se nimfe izležejo spomladi. Prehranjujejo se s sesanjem rastlinskih sokov na zelenih delih različnih vrst gostiteljskih rastlin, kot so plazeča pirnica, navadni loček, navadni trst ipd. Kadar ležejo jajčeca v vinsko trto ali mlado sadno drevje, lahko povzročijo deformacije na steblih, poleg tega pa s sesanjem prenašajo patogeno bakterijo vrste Xyllela fastidiosa. Ta povzroča nevarno Pierceovo bolezen vinske trte, zato dvopikčastega škržatka obravnavamo kot manj pomembnega škodljivca.